# Karsten Brodowski
Karsten Brodowski (* 22. Juni 1985 in Neuruppin) ist ein ehemaliger deutscher Skullruderer. 2007 gewann er mit dem Doppelvierer Bronze bei den Weltmeisterschaften.
Karsten Brodowski ist 2,05 m groß und startete bis 2008 für die Potsdamer Ruder-Gesellschaft, dann wechselte er zum Ruderklub am Wannsee, er trainiert bei Sven Ueck. Brodowski wurde 2004 in der Altersklasse der unter 23-jährigen Weltmeister. 2005 startete er in der Erwachsenenklasse und erreichte das Weltmeisterschaftsfinale. 2006 wurde er U23-Weltmeister im Einer, während sein Vereinskamerad Hans Gruhne Juniorenweltmeister im Einer wurde. 2007 stiegen beide in den Doppelvierer und erreichten bei den Weltmeisterschaften in München zusammen mit René Bertram und Robert Sens den dritten Platz.
2008 qualifizierte sich Brodowski sechs Wochen vor Beginn der Olympischen Spiele von Peking im Doppelzweier mit dem damals 19 Jahre alten Clemens Wenzel. Der neunte Platz konnte als Gesamtergebnis einer sehr kurzen Vorbereitungszeit erreicht werden. Im Jahr 2009 wurde im Doppelvierer erneut eine Bronzemedaille bei den Weltmeisterschaften im polnischen Posen errudert. Diesmal u. a. mit dem jahrelang im Einer gestarteten besten deutschen Ruderer Marcel Hacker. In den Jahren 2010 und 2011 gelang die Qualifikation für die Nationalmannschaftsplätze aus gesundheitlichen Gründen nicht, es kamen jedoch Titel bei Welt- und Europameisterschaften der Studenten dazu. In der olympischen Saison 2012 gelang ein Comeback, u. a. mit einem zweiten Platz bei der offiziellen Qualifikationsregatta der deutschen Rudernationalmannschaft in Köln und einem Weltrekord über 6000 m auf dem Concept2 Ruderergometer in 18:07,2 Minuten. Der zu dem Zeitpunkt verantwortliche Disziplingruppenbundestrainer Marcus Schwarzrock entschied allerdings, noch kurz vor Abschluss der Nominierungsmaßnahmen, Brodowski von der Auswahl der Mannschaft auszuschließen. Die offizielle Begründung dafür lag in der mangelnden Großbootfähigkeit Brodowskis. Inoffiziell waren alle Startplätze für die Olympischen Spiele 2012 in London bereits vergeben, so dass unabhängig von den, mit dem DOSB festgelegten, Nominierungskriterien keine Veränderung der Besetzung des Doppelvierers mehr gewünscht war. Diese Entscheidung führte zur Beendigung der Ruderkarriere von Karsten Brodowski im selben Jahr.

## Internationale Erfolge
- 2002: 2. Platz im Doppelvierer (Junioren-Weltmeisterschaften)
- 2004: 1. Platz im Doppelvierer (U23-Weltmeisterschaften)
- 2005: 6. Platz im Doppelvierer (Weltmeisterschaften)
- 2006: 1. Platz im Einer (U23-Weltmeisterschaften)
- 2007: 3. Platz im Doppelvierer (Weltmeisterschaften)
- 2008: 9. Platz im Doppelzweier (Olympische Spiele)
- 2009: 3. Platz im Doppelvierer (Weltmeisterschaften)
- U19-Weltrekord auf Concept2: 5:47,0 min
- U23-Weltbestzeit im Einer: 6:46,7 min